# Rema jezik
Rema jezik (ISO 639-3: bow; bothar), izumrli jezik koji se nekada govorio u Papuanovogvinejskoj provinciji Western, distrikt Morehead. Bio je srodan jeziku arammba [stk], s kojim je pripadao podskupini tonda, šira skupina morehead-upper maro.
Nekada se klasificirao transnovogvinejskoj porodici, iz koje su izdvojeni kasnije jezici koji danas čine južnu centralni papuansku porodicu.
Rema jezikom govorilo je 68 ljudi (1980 popis).

## Vanjske poveznice
- Ethnologue (15th)